# Mohamed Ayachi Ajroudi
Ne doit pas être confondu avec Mohamed Ayachi.
Pour les articles homonymes, voir Ayachi.
Mohamed Ayachi Ajroudi, né le 22 décembre 1951 à Gabès (Tunisie), est un ingénieur, homme d'affaires et homme politique franco-tunisien.
Ingénieur et industriel concerné par la politique tunisienne, il préside le Mouvement du Tunisien pour la liberté et la dignité et fonde le parti Tous pour la France en 2022.

## Jeunesse et formation
Mohamed Ayachi Ajroudi naît à Gabès, dans le Sud tunisien, au sein d'une famille de militaires dans l'armée française en Tunisie puis de l'armée tunisienne après l'indépendance en 1956.
Encouragé par son père avant que celui-ci ne décède, il poursuit ses études en France, d'abord à Lille, où il obtient son baccalauréat.

## Carrière professionnelle
En 1980, il la rachète et fonde sa propre entreprise d'ingénierie mécanique qui construit des tunneliers pour les métros de Caracas et Lille mais aussi pour un tunnel ferroviaire à Cosenza (Italie).
Au cours de sa carrière professionnelle, Mohamed Ayachi Ajroudi fonde diverses entreprises internationales, dont SADEG, Aquatraitements Énergies Services, Objectif Pertinence, Razin Contracting, SNCFIME, FERRARA Ltd. et SOGETRAM, basées en Arabie saoudite, en France ou en Tunisie. Il est également partenaire de plusieurs grands groupes, dont Suez et CNIM.
Il multiplie les contrats en France, en Arabie saoudite et dans le monde, conciliant ses collaborations avec d'autres sociétés internationales telles que Thermo Solar pour développer les panneaux photovoltaïques en Allemagne et en Tunisie.
Ses activités industrielles et technologiques s'élargissent aux pays du Golfe, principalement en Arabie saoudite, où son savoir-faire et son sens du contact l'introduisent dans le cercle restreint des décideurs économiques et politiques. Selon Challenges, c'est lui qui « négocie la vente à l'Arabie saoudite de quatre usines de valorisation énergétique de déchets du groupe français CNIM, un contrat potentiel de plus de 1 milliard d'euros ».
Dans le cadre de la privatisation des années 1990 en Tunisie, il investit plusieurs millions de dinars dans le rachat, en 1995, de la SOGETRAM, une société de transport de fret, ainsi que dans l'acquisition de deux hôtels. Ce n'est que le 27 mars 2010 qu'il signe un accord de partenariat avec l'Office national de l'assainissement en vue de constituer une société mixte, ONAS International, visant à exporter des services consultatifs, mais aussi gérer et exécuter des projets dans le domaine environnemental et les services d'assainissement,.

## Affaire Veolia
Le 3 juin 2004, Mohamed Ayachi Ajroudi rencontre à l'hôtel George-V diverses personnalités afin d'évoquer la création d'une filiale du groupe Veolia visant à s'implanter en Arabie saoudite et à lancer la conquête du Moyen-Orient : Henri Proglio, président de Veolia environnement, Alain Marsaud, ancien magistrat et député UMP, Emmanuel Petit, haut cadre chez Veolia, et l'homme d'affaires Alexandre Djouhri. Dès le début des négociations, raconte Pierre Péan dans son livre La République des mallettes paru en 2011, Ajroudi « propose de constituer Veolia Middle East sur la base de 49 % du capital détenu par lui et 51 % par le groupe Veolia ». Djouhri lui demande alors de lui rétrocéder gratuitement 20 % des actions parce qu'il est « incontournable, que rien ne peut se faire sans lui chez Veolia ».
Scandalisé, Ajroudi refuse catégoriquement ce qu'il considère comme un racket. Dans l'autre camp, on dénonce des accusations mensongères pour « se venger du fait qu'on ne l'a pas pris au sérieux ». Il ne renonce pas pour autant à la création de Veolia Middle East, en souhaitant se porter acquéreur des actions que Vivendi détient encore dans le capital de Veolia, ce qui suffit pour déclencher la colère de Djouhri et de ses réseaux. Selon Péan, « outre diverses actions clandestines d'amis d'Alexandre Djouhri pour intimider Ajroudi, celui-ci reçoit la visite d'Alain Juillet, qui a quitté la DGSE pour s'occuper d'intelligence économique au sein du Secrétariat général de la Défense nationale [et qui] lui suggère de ne prendre que 10 % du capital de Veolia, car l'Élysée [...] voit d'un mauvais œil son intérêt pour cette société ».
Cette histoire se termine en agression physique contre Ajroudi dans sa suite du George-V,. Les agresseurs présumés sont Laurent Obadia, un ancien de Vivendi reconverti dans le conseil, et Djouhri. À la suite de l'incident, Veolia dépose plainte contre Ajroudi pour escroquerie et abus de confiance, obtenant que les actions de Vivendi ne lui soient pas vendues. Le 3 mars 2006, la plainte est classée sans suite mais Mohamed Ayachi Ajroudi n'entend pas en rester là et porte plainte contre Veolia pour dénonciation calomnieuse. Le 17 septembre 2008, près de quatre ans après les faits, la justice lui donne raison en condamnant les sociétés du groupe Veolia pour s'être appuyées sur des faits inexacts.

## Carrière politique
En 2013, lors de la révolution tunisienne, Mohamed Ayachi Ajroudi intervient lors d'une séance du dialogue national.
Président du Mouvement du Tunisien pour la liberté et la dignité, il fonde le parti Tous pour la France en 2022.

## Carrière médiatique
En août 2013, Mohamed Ayachi Ajroudi rachète la télévision privée Al Janoubiya TV.
Le 6 novembre 2013, le siège de la chaîne est fermé et ses équipements saisis à la suite d'un différend financier entre le propriétaire du local et Ayachi Ajroudi. Ce dernier dénonce une falsification des documents comptables de la société dont la propriété lui a été transférée, et dépose plainte pour faire annuler le jugement et la décision de saisie.
À la suite de la décision de la Haute Autorité indépendante de la communication audiovisuelle de suspendre la diffusion des chaînes de télévision n'ayant pas obtenu une licence et de leur infliger une amende de 50 000 dinars, Al Janoubiya TV arrête sa diffusion à partir de la Tunisie et la reprend depuis son local de Paris à partir du 1er octobre 2014.

## Sport
Le 30 juin 2020, Mohamed Ayachi Ajroudi déclare son intention d'acheter le club de football de l'Olympique de Marseille, avec la participation d'entreprises de tout le bassin méditerranéen et d'investisseurs saoudiens et émiratis. En juillet, il mandate la banque Wingate pour la négociation de l'achat, même si la direction du club rappelle qu'une vente n'est pas envisagée.

## Récompenses
En 2009, il reçoit un doctorat d'honneur de l'université du canal de Suez. En février 2012, Il est honoré par la ville de Huntington Beach (Californie) pour ses investissements et futurs projets.

## Fortune personnelle
D'après Marc Deschenaux, l'un des juristes suisses de Mohamed Ayachi Ajroudi, son client possèderait une fortune personnelle dépassant les 30 milliards d'euros,.

## Vie privée
Résidant à Djeddah en Arabie saoudite, Mohamed Ayachi Ajroudi est marié à une Française, Josette, et père de deux enfants, Mehdi et Zakaria.